# Georg Heinrich Christian Lippold
Georg Heinrich Christian Lippold (* 23. Juli 1767 in Dessau; † 15. Dezember 1841 in Horstdorf) war Pfarrer in Horstdorf und Riesigk, Schriftsteller und Naturforscher.

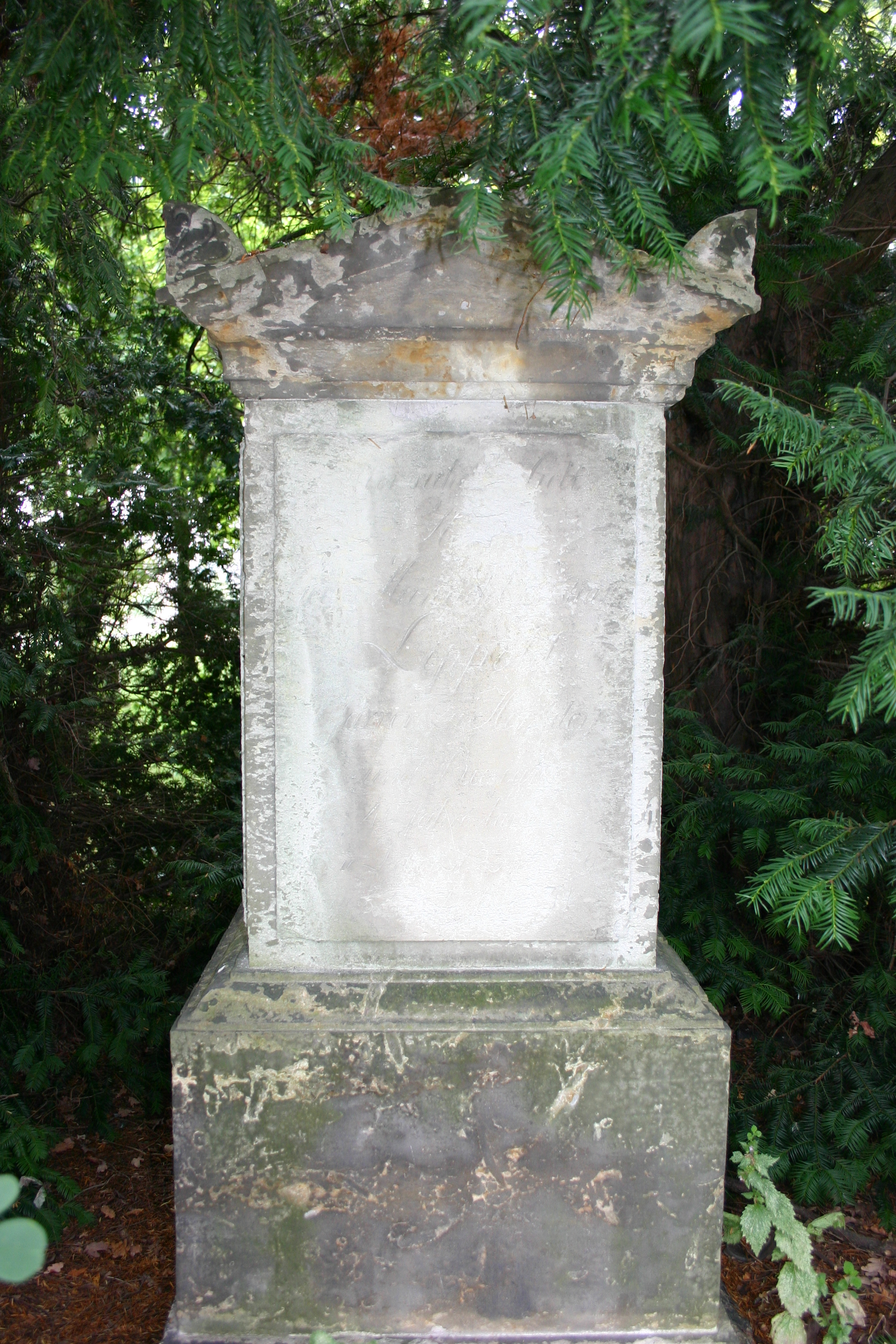
Der Grabstein des Pfarrers Georg Heinrich Christian Lippold auf dem Friedhof in Horstdorf

## Leben
Geboren im Jahre 1767 in Dessau, studierte er Theologie in Halle und kehrte anschließend in seine Heimatstadt zurück, um Lehrer am Philanthropin zu werden.
Nach der Schließung der Schule bewarb sich Lippold auf die Pfarrstelle in Horstdorf und Riesigk und übernahm diese 1796. Er vollzog dort bereits 1813, noch vor Dessau (1827) oder Zerbst (1828), die Kirchenunion. Er war in den Gemeinden 46 Jahre (1796–1841) als Pfarrer tätig und genoss sehr großes Ansehen. In seiner Tätigkeit als Pfarrer hat Lippold 950 Kinder getauft, 300 Paare getraut und 900 Verstorbenen die letzte Ehre erwiesen.
Seine zweite Passion war die Naturkunde. Durch Selbststudium von Büchern und der Natur in der Elbaue erwarb er ein umfangreiches theoretisches Rüstzeug und Fachwissen. In seinem Pfarrgarten in Horstdorf wuchsen seltene einheimische Pflanzen wie auch solche, die er sich aus dem Ausland hatte schicken lassen. Die Naturforschende Gesellschaft zu Halle ehrte Lippold für seine Verdienste 1832 durch Ernennung zum ordentlichen Mitglied.

## Werke
Zu seinen Werken gehörten unter anderem Unser Planet oder die Erde in mathematischer und physikalischer Hinsicht (1815), welches vor allem für jüngere Leser bestimmt war, und Der Mensch im rohen Natur-Zustande (1818), eine Darstellung der Entwicklungsgeschichte der Menschheit. Als Mitautor wirkte Lippold bei dem von seinem Schwiegervater, dem Dessauer Schulinspektor Karl Philipp Funke, 1801 herausgegebenen Neuen Natur- und Kunstlexikon mit.
Zu seinen bedeutendsten Werken auf dem Gebiet der Religionsgeschichte zählen seine antikatholische Streitschrift Gräuelszenen aus der Geschichte des römischen Papsttums (1830) und die Geschichte der Religionsveränderung in Anhalt (1826).